# BABY SOUND LUCK
株式会社BABY SOUND LUCK（ベイビーサウンドラック）は、神奈川県川崎市に本社を置くテレビ番組・映画・CMなどの音響効果や音楽制作を中心とした日本の制作プロダクションである。

## 創業者
創業者は代表取締役社長の高田智彰（たかだ ともあき、1974年（昭和49年） - ）。神奈川県出身で、日本大学文理学部体育学科を卒業後、音楽活動を始める。
1998年（平成10年）には、志田博英に師事し、株式会社ヴェントゥオノに入社。
2007年（平成19年）11月30日、株式会社BABY SOUND LUCKを設立。

## 所在地
- 本社 - 〒215-0032 神奈川県川崎市麻生区栗木台4-10-14

### かつての所在地
- 本社 - 〒153-0044 東京都目黒区大橋1-7-12
- スタジオ - 〒153-0043 東京都目黒区東山3-6-13 RETOLI103

## 主な担当実績

### テレビ番組

#### 2007年 - 2009年
レギュラー番組
- ネプリーグ（フジテレビ・FNS系列局同時ネット、IVSテレビ制作 2003年4月 - 、※業務開始は2007年12月以降）
- 幸せって何だっけ 〜カズカズの宝話〜（フジテレビ・FNS系列局同時ネット 2004年11月 - 2008年3月、※業務開始は2007年12月以降）
- なべあちっ!（フジテレビ・FNS系列局関東ローカル 2008年4月 - 2011年3月）
- THE THREE THEATER（フジテレビ・FNS系列局同時ネット 2008年10月 - 2009年3月）
- 爆笑レッドシアター（フジテレビ・FNS系列局同時ネット 2009年4月 - 2010年9月）

スペシャル番組
- 青春アカペラ甲子園 全国ハモネプリーグ2008春（フジテレビ・FNS系列局同時ネット、IVSテレビ制作 2008年4月）
- さんま&くりぃむの芸能界(秘)個人情報グランプリ（フジテレビ・FNS系列局同時ネット、ネクステップ 2008年7月 - 2014年8月、過去8回）
- 青春アカペラ甲子園 全国ハモネプリーグ2008夏（フジテレビ・FNS系列局同時ネット、IVSテレビ制作 2008年9月）
- 笑う犬2008秋（フジテレビ・FNS系列局同時ネット 2008年9月）
- REAL SCOPE〜大人のための社会科見学〜（フジテレビ・FNS系列局同時ネット、ネクステップ 2010年1月 - 12月、過去4回）
- 青春アカペラ甲子園 全国ハモネプリーグ2009春（フジテレビ・FNS系列局同時ネット、IVSテレビ制作 2009年4月）
- 青春アカペラ甲子園 全国ハモネプリーグ2009夏（フジテレビ・FNS系列局同時ネット、IVSテレビ制作 2009年9月）

#### 2010年代
レギュラー番組
- 〜あらゆる世界を見学せよ〜潜入!リアルスコープ（フジテレビ・FNS系列局同時ネット、ネクステップ 2010年5月 - 2012年3月）
- JAPANロッケフェスティバル（フジテレビ・FNS系列局同時ネット 2010年10月 - 12月）
- ホメられてノビるくん（フジテレビ・FNS系列局ほか一部ネット 2010年10月 - 2011年3月）
- ホメられてノビるくんA（フジテレビ・FNS系列局同時ネット 2011年4月 - 9月）
- 爆笑 大日本アカン警察（フジテレビ・FNS系列局同時ネット 2011年4月 - 2013年9月）
- リアルスコープZ（フジテレビ・FNS系列局同時ネット、ネクステップ 2012年4月 - 9月）
- 超潜入!リアルスコープHYPER（フジテレビ・FNS系列局同時ネット、ネクステップ 2012年10月 - 2015年3月）
- 潜在知力120% クイズ ソモサン⇔セッパ!（フジテレビ・FNS系列局同時ネット 2012年10月 - 2014年3月）
- アノ人たちの作り方 〜なぜこうなった!?ファクトリー〜（フジテレビ・FNS系列局ほか一部ネット 2013年10月 - 12月）
- バイキング（フジテレビ・FNS系列局同時ネット 2014年4月 - ）
- バナナマンの決断までのカウントダウン（フジテレビ・FNS系列局同時ネット 2014年4月 - 9月）
- 櫻井有吉アブナイ夜会（TBSテレビ・JNN系列局同時ネット 2014年4月 - 2015年3月）
- バナナマンの決断は金曜日!（フジテレビ・FNS系列局同時ネット 2014年10月 - 2015年3月）
- 巷のリアルTV カミングアウト!（フジテレビ・FNS系列局同時ネット、オレンジ 2015年10月 - 2016年3月）

スペシャル番組
- 笑う犬2010寿（フジテレビ・FNS系列局同時ネット 2010年1月）
- 青春アカペラ甲子園 全国ハモネプリーグ2010冬（フジテレビ・FNS系列局同時ネット、IVSテレビ制作 2010年1月）
- 青春アカペラ甲子園 全国ハモネプリーグ2010春（フジテレビ・FNS系列局同時ネット、IVSテレビ制作 2010年4月）
- 青春アカペラ甲子園 全国ハモネプリーグ2010夏（フジテレビ・FNS系列局同時ネット、IVSテレビ制作 2010年8月）
- 笑う犬2010 〜新たなる旅〜（フジテレビ・FNS系列局同時ネット 2010年10月）
- 青春アカペラ甲子園 全国ハモネプリーグ2011冬（フジテレビ・FNS系列局同時ネット、IVSテレビ制作 2011年1月）
- みみたこ〜職業別よく聞かれる質問バラエティ〜（フジテレビ・FNS系列局同時ネット、ネクステップ 2011年5月 - 2012年4月、過去4回）
- 青春アカペラ甲子園 全国ハモネプリーグ2011春（フジテレビ・FNS系列局同時ネット、IVSテレビ制作 2011年4月）
- 青春アカペラ甲子園 全国ハモネプリーグ2011夏（フジテレビ・FNS系列局同時ネット、IVSテレビ制作 2011年8月）
- THE MANZAI 2011 〜年間最強漫才師決定トーナメント!〜栄光の決勝大会〜（フジテレビ・FNS系列局同時ネット、プラットフォーム 2011年12月）
- THE MANZAI 2012 〜年間最強漫才師決定トーナメント!〜栄光の決勝大会〜（フジテレビ・FNS系列局同時ネット、プラットフォーム 2012年12月）
- THE MANZAI 2013 〜年間最強漫才師決定トーナメント!〜栄光の決勝大会〜（フジテレビ・FNS系列局同時ネット、プラットフォーム 2013年12月）
- THE MANZAI 2014 〜年間最強漫才師決定トーナメント!〜栄光の決勝大会〜（フジテレビ・FNS系列局同時ネット、プラットフォーム 2014年12月）
- THE MANZAI 2015 プレミアマスターズ（フジテレビ・FNS系列局同時ネット、プラットフォーム 2015年12月）
- THE MANZAI 2016 プレミアマスターズ（フジテレビ・FNS系列局同時ネット、プラットフォーム 2016年12月）